# قولون نازل
القولون النازل (باللاتينية: Colon descendens) هو جزء من الأمعاء الغليظة يمتد من الثنية الطحالية حتى بداية القولون السيني. وظيفة القولون النازل في الجهاز الهضمي هي تخزين بقايا الطعام المهضوم الذي سيتم إفراغه عبر المستقيم.

## البنية
يقيس القطر الداخلي لـ القولون النازل/القولون السيني وسطياً 6.3 سم (يتراوح 6.0-6.8 سم).
يبدأ القولون النازل عند الثنية الطحالية في الجزء الأيسر العلوي من البطن. ثم يمر إلى الأسفل من خلال المراق الأيسر والمنطقة القطنية اليسرى، على طول الحدود الخارجية للكلية اليسرى لينتهي في الجزء السفلي الأيسر من البطن حيث يستمر باسم القولون السيني.
يتوضع خلف الصفاق في ثلثي البشر. أما الثلث الآخر، لديه مساريقا (عادة قصيرة).

## العلاقات التشريحية
يكون القولون النازل على علاقة:
- من خلال سطحه الأمامي، مع الأمعاء الدقيقة، الثرب الكبير، وجدار البطن الأمامي.
- من خلال سطحه الخلفي، مع الكلية اليسرى، العصب الحرقفي الخثلي، والعصب الحرقفي الإربي.[3]

## التغذية الوعائية العصبية

### التغذية الشريانية
تأتي التروية الدموية الشريانية عبر الشريان القولوني الأيسر.

### العود الوريدي
يتم العود الوريدي عبر الوريد المساريقي السفلي.

### التعصيب
يتلقى القولون النازل تعصيبه الودي ونظير الودي والحسي عبر الضفيرة المساريقية السفلية.

### النزح اللمفاوي
ينزح لمف القولون النازل إلى العقد اللمفاوية المساريقية السفلية.

## الوظيفة
في حين أن الجزء الأول من الأمعاء الغليظة مسؤول عن امتصاص الماء والمواد الأخرى من الكيموس، فإن الوظيفة الرئيسية للقولون النازل هي تخزين الفضلات إلى أن يصبح بالإمكان إزالتها من الجسم بشكل صلب، بعملية التبرز. يصبح البراز أكثر قساوة تدريجياً أثناء حركته في القولون النازل.

## الأهمية السريرية
هناك العديد من الأمراض المرتبطة بالقولون النازل. ومن أشيع هذه الأمراض، الداء المعوي الالتهابي (مثل التهاب القولون التقرحي- داء كرون) وسرطان القولون.

### التهاب القولون التقرحي
يمكن أن يصيب أي جزء من القولون (وكذلك المخاطيات الأخرى كالفم)، ولكن عندما يصيب القولون النازل، يسمى بالتهاب القولون في الجانب الأيسر. التهاب وتقرحات بطانة الأمعاء تدل على وجوده. تشمل أعراض التهاب القولون التقرحي: إسهال، نزف، حمى، وألم بطني، خروج مخاط مع البراز، فقدان الشهية، وفقدان الوزن. يمكن أن تختلف طرق العلاج كثيراً، بدءاً من تغيير النظام الغذائي إلى العلاج الدوائي إلى الجراحة التصحيحية، ويعتمد اختيار العلاج المناسب على شدة المرض والحالة العامة للمريض.

### داء كرون
نجد عند المرضى المصابين بداء كرون آفات في أنسجة الأمعاء، هذه الآفات تصعّب عملية امتصاص الأمعاء للماء والملح. تشمل أعراض داء كرون: ألم بطني، إسهال أو إمساك، غثيان، إقياء، حمى، دم في البراز، فقدان الوزن، خراجات، وتعب. لا يوجد علاج نوعي لداء كرون على الرغم من توفر العديد من العلاجات.
العلاج العرضي بمضادات الإسهال شائع في الحالات الخفيفة عندما يكون الالتهاب مسيطر عليه.
وعادة تكون الستيروئيدات و/أو السلفاسالازين هي الخط الدوائي الأول المعتمد عليه في العلاج، على الرغم من ظهور أدوية جديدة مثل مثبطات عامل النخر الورمي TNF (مثل إنفليكسيماب- أداليموماب) أصبحت أكثر انتشاراً في علاج حالات القولون الالتهابية. كذلك يمكن أن يفيد تغيير النظام الغذائي ونمط الحياة، مثلاً قد يؤدي الضغط النفسي إلى تفاقم العمليات الالتهابية.

### سرطان القولون
يعتبر سرطان القولون النازل مرض خطير، لأن الشخص المصاب قد لا يعاني من أي أعراض في المراحل الباكرة من المرض. لهذا فإن الفحوصات للقولون والمستقيم وفحص الدم الخفي في البراز ضرورية للكشف المبكر عن المرض. ومع ذلك، هناك بعض العلامات التي يمكن أن تشير إلى سرطان القولون، تشمل التغيرات المفاجئة في عادات التغوط، النزف المستقيمي، البراز الزفتي، الإمساك المتكرر، والمخاط في البراز. تعتمد الخيارات العلاجية على مرحلة السرطان والحالة العامة للمريض.

## روابط خارجية
- Lotti M. Anatomy in relation to left colectomy
- شكل تشريحي: 37:06-06 على موقع مركز سوني دونستات الطبي (تشريح بشري عبر الإنترنت). - "The large intestine."
- صور تشريحية:37:13-0100 في مركز داونستيت الطبي التابع لجامعة نيويورك